# Chantal de Zeeuw
Chantal de Zeeuw (* im 20. Jahrhundert) ist eine französische Organistin und Musikpädagogin.

## Leben
De Zeeuw studierte zunächst Klavier am Konservatorium von Aix-en-Provence und schloss das Studium mit einem Ersten Preis ab. Darauf hatte sie an der Schola Cantorum Orgelunterricht bei Maurice Duruflé und Jean Langlais. Nach ihrer Rückkehr nach Aix-en-Provence besuchte sie die Orgelklasse von Jean Costa und nahm an einem Improvisationskurs von Pierre Cochereau teil. Sie setzte ihre Ausbildung bei Daniel Roth in Marseille und bei Louis Robilliard in Lyon fort und nahm an Meisterklassen von Marie-Claire Alain und Jean Guillou teil.
Ab 1974 unterrichtete sie am Conservatoire National de Région de Lyon. Zugleich wurde sie Nachfolgerin von Maurice Gay als Titularorganistin an der Kathedrale Saint-Sauveur in Aix-en-Provence. Einen Grand prix de l’Académie du Disque Français erhielt sie 1984 für eine CD mit Werken von Franz Liszt, eine weitere im Folgejahr für ein Doppelalbum mit Werken französischer Komponisten von der Französischen Revolution bis zur Zeit Napoleons des Dritten. Seit 2004 ist sie künstlerische Leiterin des Festival d’Orgue St Sauveur d’Aix en Provence. Als Konzertorganistin tritt sie in Frankreich und im Ausland auf.

## Diskographie (Auswahl)
- Pièces pour Orgue de Franz Liszt
- Faste et triomphe de l’Orgue Français de la Révolution à l’Empire, 1984
- Mel Bonis, Elfrida Andrée, Nadia Boulanger: collection compositrices, 2000
- Mel Bonis : musique vocale religieuse: collection compositrices, 2000
- Marche solennelle des rois : pour chœur d’enfants, galoubet tambourin, harmonie et orgue, 2004
- Divertissement classique «à la Provençale»: sur galoubet-tambourin, vielle à roue et orgue avec Maurice Guis, 2005